# Wright Cyclone
Wright Cyclone est le nom donné à une famille de moteurs d'avion à pistons en étoile et refroidissement par air conçus initialement par Wright Aeronautical, poursuivie par Curtiss-Wright et utilisés sur de nombreux types d'appareils américains durant les années 1930 et 1940.

## La famille Cyclone
- R-1300 Cyclone 7
- R-1820 Cyclone 9
- R-2600 Cyclone 14 (Twin Cyclone)
- R-3350 Cyclone 18 (Duplex Cyclone)

## Origines
La firme Wright Aeronautical Corporation (en) est formée en 1919, initialement pour développer une série de moteurs sous licence Hispano-Suiza. Le premier modèle propre de la firme fut le R1 qui fut également le premier moteur en étoile de forte puissance à connaître le succès aux États-Unis. Fondée grâce à des contrats émanant de l'U.S. Navy pour de nouveaux moteurs en étoile à refroidissement par air, Wright ébauche une nouvelle production en 1924, moteur qui deviendra le P2. La démission de Frederick Rentschler, qui rejoint Pratt & Whitney avec certains membres clé de l'équipe d'ingénieurs, affecte sérieusement le développement du P2 qui n'entra jamais en production.

## R-1750 Cyclone 9
Le développement d'un nouveau moteur est lancé en 1926 sous le nom R-1750 Cyclone. Il se présente sous la forme d'un engin de 9 cylindres en étoile de 28,7 litres de cylindrée (le 1750 indiquant la cylindrée de 1750 cubic inch ou pouces cubes), incorporant des soupapes d'échappement à refroidissement interne. Ce moteur, testé en 1927, fournit 500 ch. Il a équipé, entre autres, les Douglas PD-1, Martin PM-1 et le Naval Aircraft Factory PN-12.

## R-1820 Cyclone 9
Wright fusionne avec Curtiss en 1929 et commence à se rétablir de la perte de l'ingénieur Frederick Rentschler et de son équipe. En 1932, le R-1750 évolue et voit sa cylindrée portée à 1 823 cubic inches, soit 29,9 litres. Ainsi apparaît le Cyclone modèle F désigné R-1820. Ce moteur, qui introduit un carter en aluminium forgé, verra sa puissance portée progressivement à 890 ch durant les années 1930. Il utilise un compresseur d'origine General Electric et Wright conclut que ce dispositif limite la puissance en sortie du moteur. Pour le modèle suivant, la série G de 1937, Wright met au point son propre compresseur à une seule vitesse. La série G est conçue pour délivrer une puissance de 1 200 ch à 2 500 tours par minute. Il constitue la majeure partie de la production du R-1820 durant la Seconde Guerre mondiale. La dernière phase du développement du concept du moteur en étoile à une rangée de cylindres sera la série H fournissant une puissance de 1 350 ch.
Le R-1820 équipa, entre autres, les appareils suivants : Boeing B-17 Flying Fortress, Boeing 307 Stratoliner, Douglas B-18 Bolo, Douglas SBD Dauntless, Grumman HU-16 Albatross, Grumman C-1 Trader, Grumman XF3F-2 (prototype), Grumman SF-1, Grumman J2F Duck, Grumman S-2 Tracker, Lockheed Hudson, Martin YB-10, North American O-47, North American T-28, Northrop YC-125 Raider, Sikorsky H-21, Ryan FR Fireball...

## R-2600 Cyclone 14

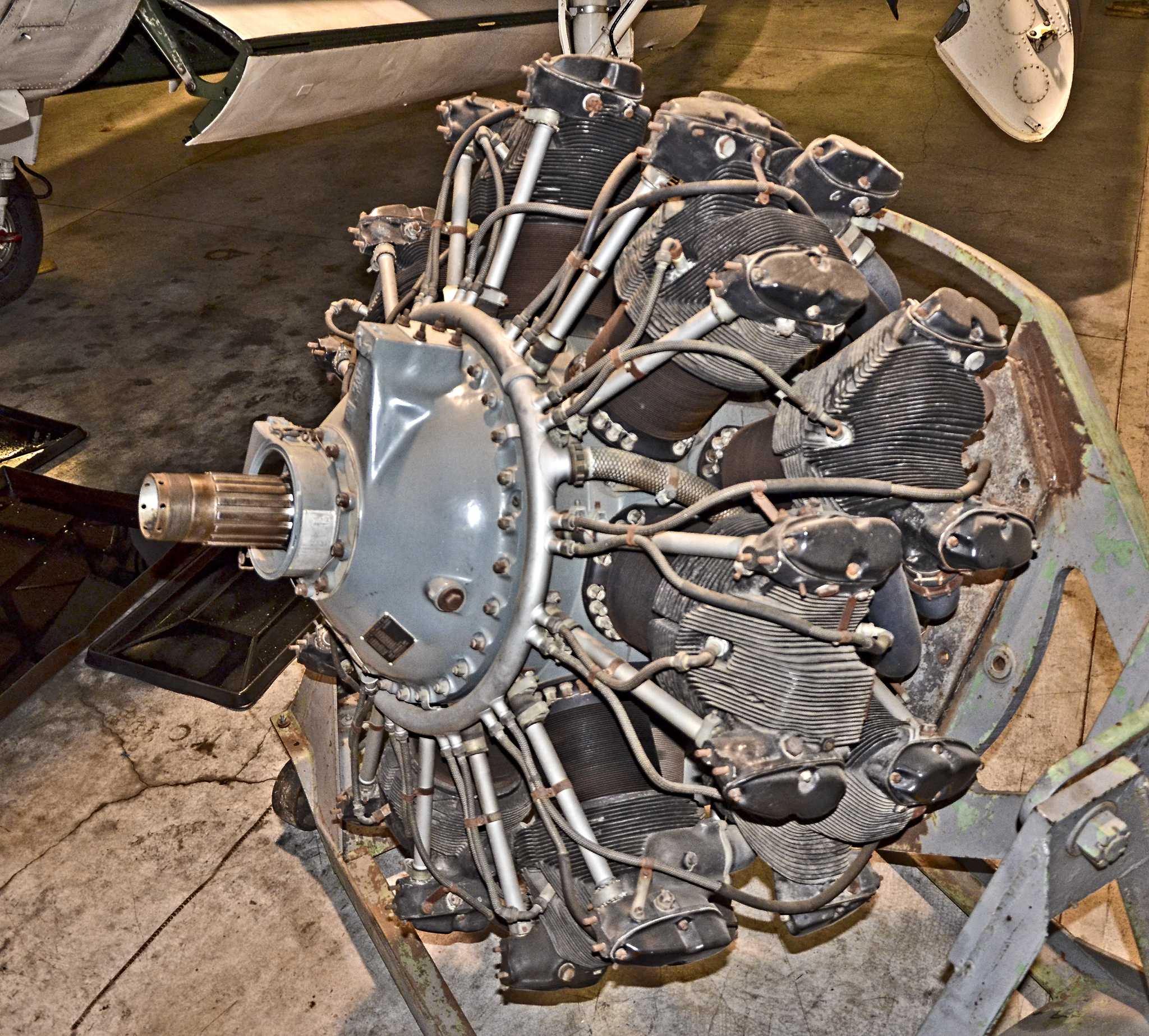

Wright décide de développer un moteur de 14 cylindres comportant deux rangées de cylindres. Il est baptisé Cyclone 14, R-2600.
Parmi les appareils de production dotés du Wright R-2600, citons : Boeing 314, Brewster SB2A Buccaneer, Curtiss SB2C Helldiver, Douglas B-23 Dragon, Douglas A-20 Havoc (alias Boston dans la RAF), Grumman TBM/TBF Avenger, Latécoère 631, Lockheed Ventura III, Martin PBM-3 Mariner, Martin Maryland, Miles M.33 Monitor (en), North American B-25 Mitchell, Vultee Vengeance.

## R-3350 Cyclone 18

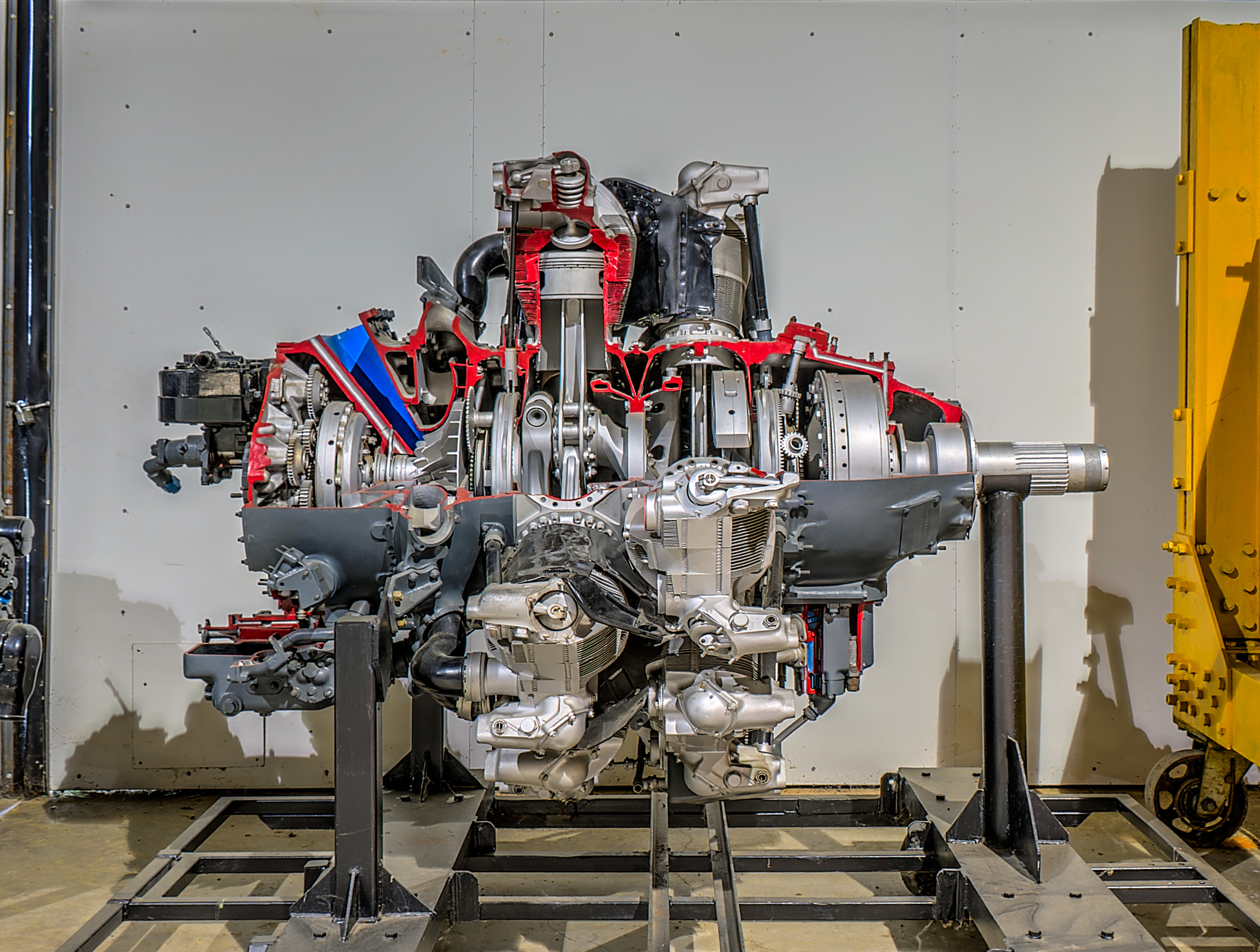

Le dernier développement du Cyclone est le moteur R-3350 de 18 cylindres appelé Duplex Cyclone ou Cyclone 18. Il fut installé en particulier sur le monoplan Douglas Skyraider ainsi que sur le bombardier B-29. Ce moteur, dans d'autres applications commerciales telles que le Constellation, demeura en production jusqu'en 1957. Ce moteur reçut en outre une des premières applications en série de l'injection directe.